# Eulasia vittata
Eulasia vittata là một loài bọ cánh cứng trong họ Glaphyridae. Loài này được Fabricius miêu tả khoa học năm 1775.

## Hình ảnh

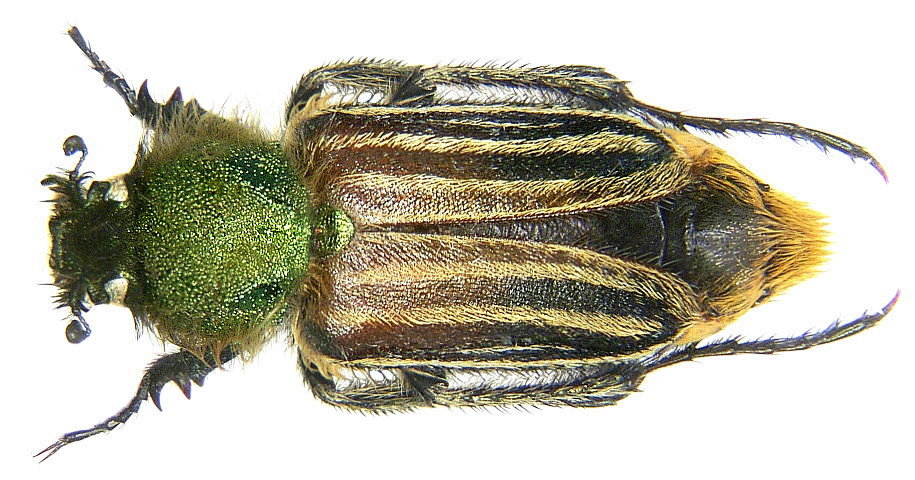
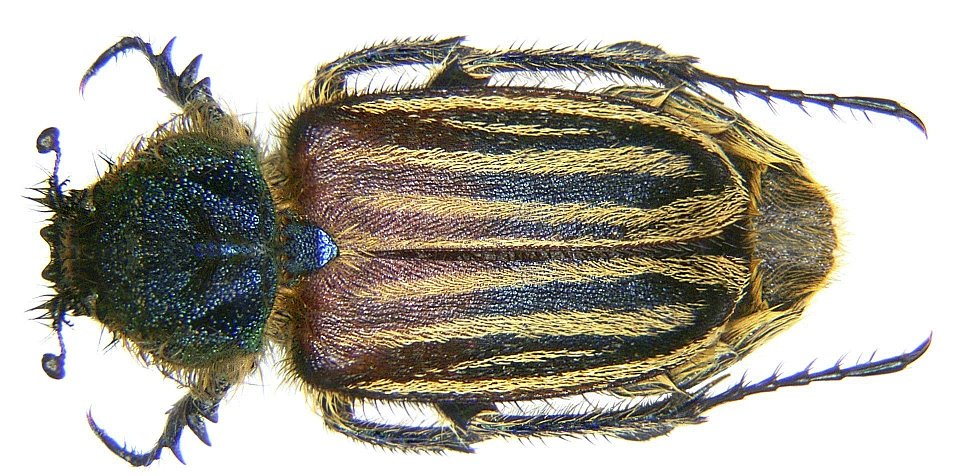
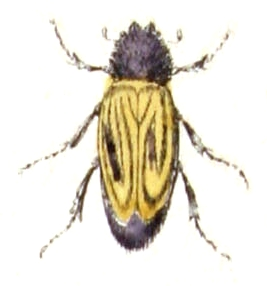